# Święty Hegezyp
Święty Hegezyp, gr. Ἅγιος Ἡγήσιππος (ur. ok. 110, zm. ok. 180) – pisarz kościelny i święty Kościoła katolickiego.
O jego życiu wiadomo z Historii kościelnej św. Euzebiusza.
Hegezyp żył w II wieku. Autor Historii dziejów kościelnych uważany jest za pierwszego postapostolskiego historiografa. Pochodził prawdopodobnie z Palestyny. Po nawróceniu z judaizmu na chrześcijaństwo udał się najpierw do Koryntu, później do Rzymu. Żył i tworzył na dworze św. papieża Aniceta. Znał język grecki, hebrajski i syryjski.
Jego wspomnienie liturgiczne obchodzone jest 7 kwietnia.